# Tabita Johannes
Pour les articles homonymes, voir Tabita et Johannes.
Tabita Johannes, née le 15 janvier 1988 à Hambourg, est une actrice allemande.

## Filmographie
- 2008 : Tatort (série télévisée) : Belinda Strick
- 2015 : Lindenstraße (série télévisée) : Kay van Stetten (7 épisodes)
- 2016 : La Cigale et la Fourmi (court métrage) : Katharina
- 2016 : Nachtschicht (de) (série télévisée) : Karlotta Caspari
- 2017 : Großstadtrevier (de) (série télévisée) : Alina Römer
- 2017 : Die Kanzlei (de) (série télévisée) : Katharina Behling
- 2017 : Das Traumschiff (de) (série télévisée) : Nadine
- 2018 : Mario : Silke